# Atzenhofen (Leutershausen)

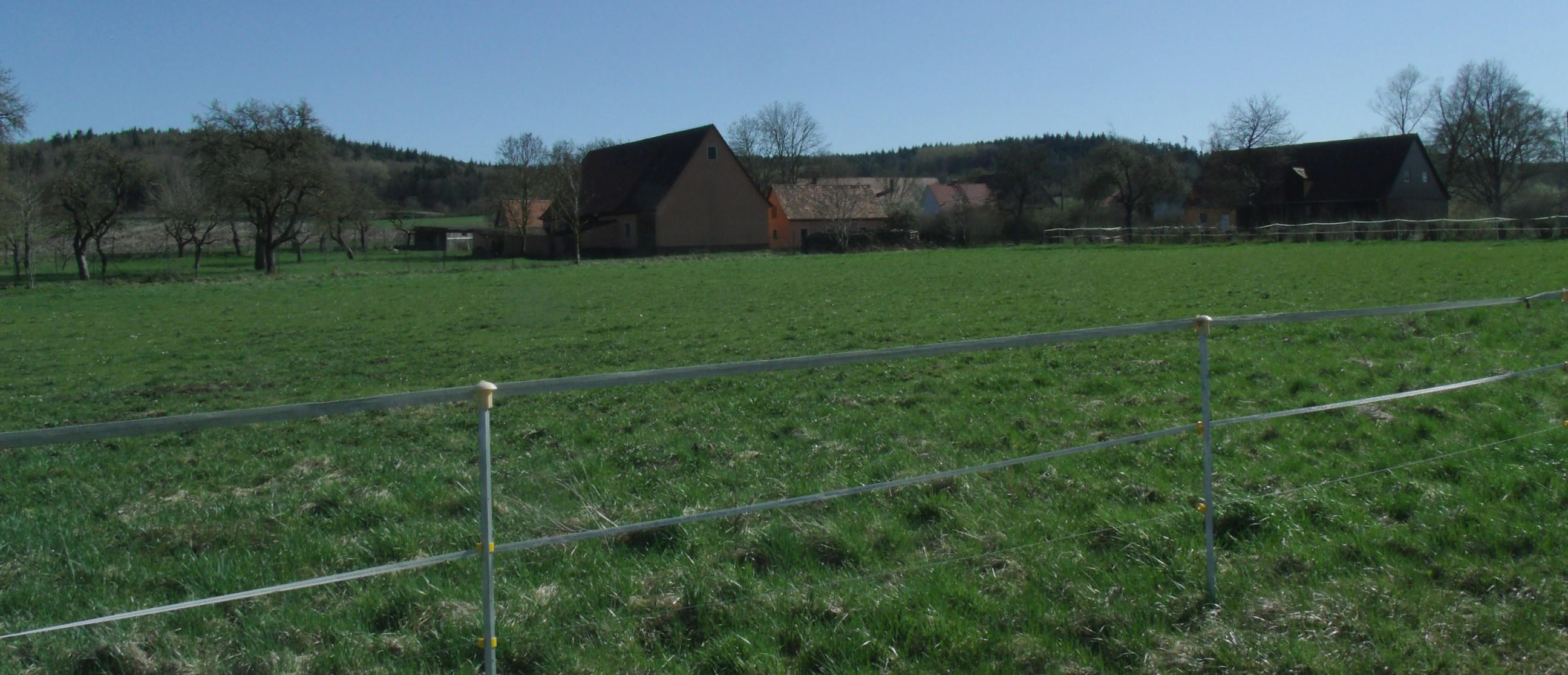
Atzenhofen

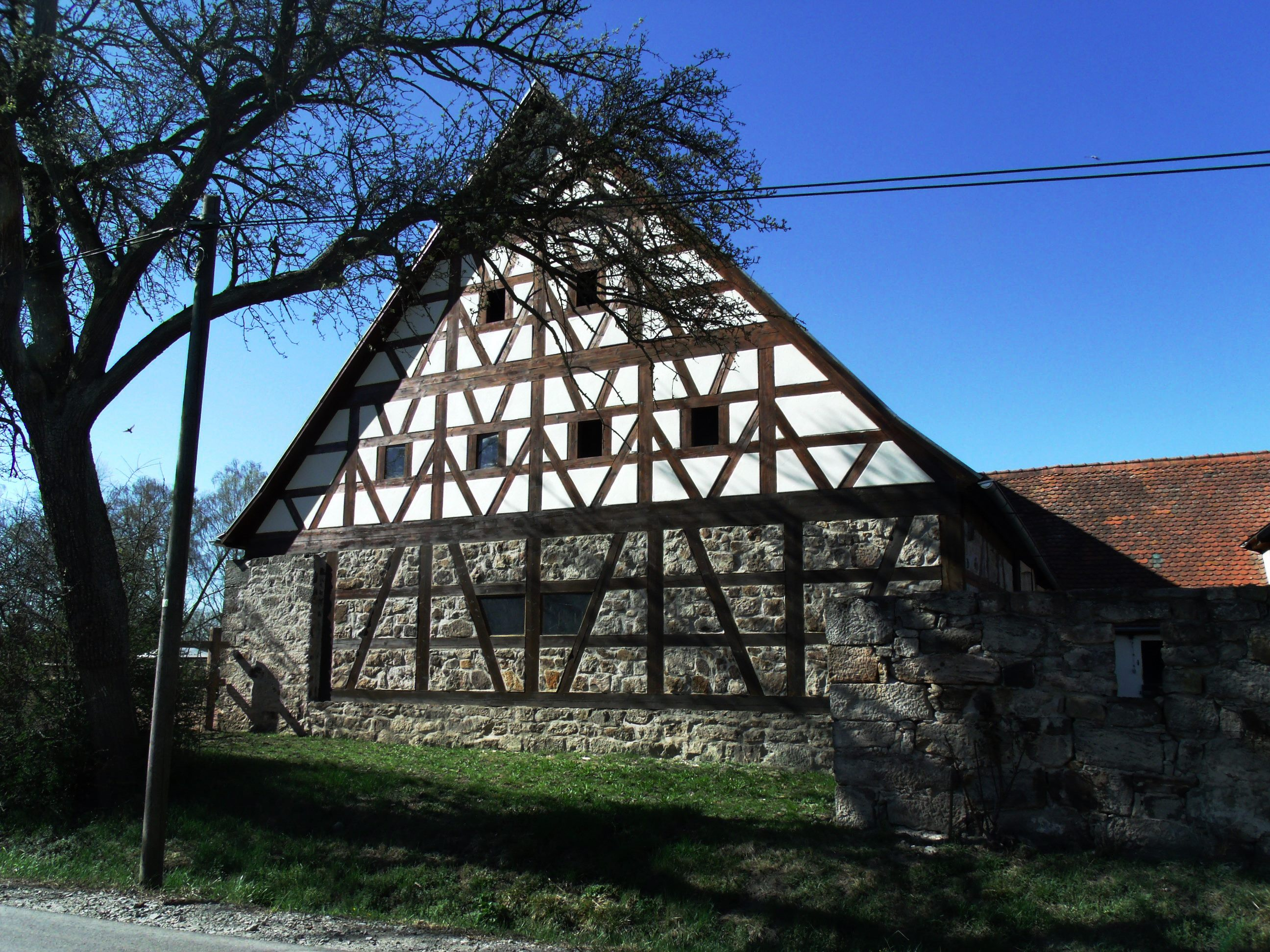
Fachwerkscheune in Atzenhofen

Atzenhofen (fränkisch: Hejfm) ist ein Gemeindeteil der Stadt Leutershausen im Landkreis Ansbach (Mittelfranken, Bayern). Atzenofen liegt in der Gemarkung Büchelberg.

## Geografie
Der Weiler liegt am Röttenbach, einem rechten Zufluss des Erlbacher Bachs, der mit anderen Bächen den Großen Aurachbach bildet. Dieser ist ein rechter Zufluss der Altmühl. 0,5 km südöstlich liegt das Schmiedsholz, 1 km südlich in der Forst Aurach erheben sich der Eichelberg und der Waltersberg (507 m ü. NHN).
Die Kreisstraße AN 3 führt nach Büchelberg (2 km nordöstlich) bzw. nach Weinberg (3 km südlich). Eine Gemeindeverbindungsstraße führt nach Röttenbach (0,2 km nordwestlich).

## Geschichte
Der Ort wurde 1452 als „zum Atzenhoff bey Rötembach“ erstmals urkundlich erwähnt. Die Bedeutung des Ortsnamens bleibt unklar: Atzo kann der Personenname des Gründers gewesen sein, genauso denkbar ist aber, dass sich der Name von der oberdeutschen Bezeichnung Atz für Weideplatz ableitet. Atzenhofen wurde auch nur „Höfen“ genannt.
Gegen Ende des 18. Jahrhunderts bestand Atzenhofen aus drei Anwesen. Das ansbachische Stadtvogteiamt Leutershausen hatte das Hochgericht sowie die Dorf- und Gemeindeherrschaft. Grundherren waren das ansbachische Kastenamt Colmberg (1 Köblergut) und der Ansbacher Rat (1 Halbhof der Johannispflege sowie 1 Köblergut der Landpflege). Von 1797 bis 1808 unterstand der Ort dem Justizamt Leutershausen und Kammeramt Colmberg.
Im Rahmen des Gemeindeedikts wurde Atzenhofen dem 1808 gebildeten Steuerdistrikt Büchelberg zugeordnet. Es gehörte auch der 1810 gegründeten Ruralgemeinde Büchelberg an. Am 1. Juli 1972 wurde Atzenhofen im Zuge der Gebietsreform in die Stadt Leutershausen eingemeindet.

### Baudenkmäler
- Haus Nr. 1 u. 2: Fachwerkscheune, wohl noch des 17. Jahrhunderts, mit Schleppgauben[14]

### Einwohnerentwicklung
| Jahr      | 001818 | 001840 | 001871 | 001885 | 001900 | 001925 | 001950 | 001961 | 001970 | 001987 |
| Einwohner | 22     | 20     | 26     | 20     | 29     | 30     | 27     | 22     | 14     | 13     |
| Häuser    | 6      | 3      |        | 4      | 5      | 5      | 5      | 5      |        | 3      |
| Quelle    | [ 16 ] | [ 17 ] | [ 18 ] | [ 19 ] | [ 20 ] | [ 21 ] | [ 22 ] | [ 23 ] | [ 24 ] | [ 1 ]  |

## Religion
Der Ort ist seit der Reformation evangelisch-lutherisch geprägt und bis heute nach St. Peter (Leutershausen) gepfarrt. Die Einwohner römisch-katholischer Konfession sind nach Kreuzerhöhung (Schillingsfürst) gepfarrt.